# Изяславичи Волынские

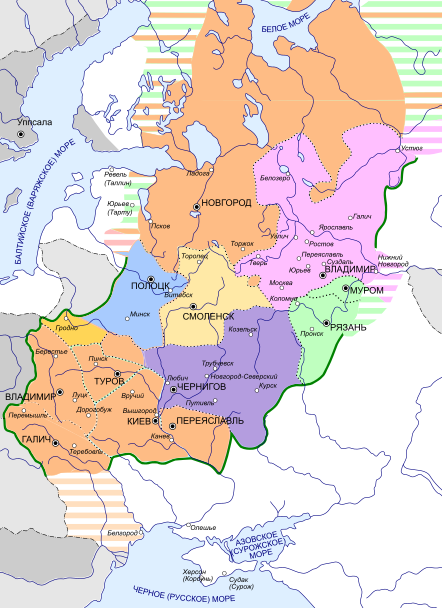
Княжества, управляемые в разное время Изяславичами волынскими

Изяславичи Волынские — ветвь дома Рюриковичей от великого князя Киевского Изяслава Мстиславича; правящая династия в Киевском (с перерывами), Волынском княжествах, Новгородской земле (с перерывами), Галицко-Волынском княжестве. Также собственно сыновья Изяслава Мстислав и Ярослав были наместниками отца в Переяславле и Турове перед их отпадением от Киева в середине XII века, а к середине XIII века Туров попал под власть потомков Изяслава, Романовичей.

## История
Междоусобная война на Руси (1146—1154) между Мстиславичами во главе с Изяславом и последним из младших Мономаховичей Юрием привела к обособлению Волынского княжества в династии потомков Изяслава и закреплением Переяславского княжества за суздальскими (с 1157 года владимирскими) Юрьевичами.
После победы Изяслава Мстиславича на реке Руте (1151) и вытеснения Юрия Долгорукого с юга волынский престол был передан Изяславом младшему брату Владимиру. После смерти Изяслава (1154) его сын Мстислав лишился Переяславля, выгнал дядю из Владимира-Волынского и смог удержать его при атаке Юрия Долгорукого, планировавшего отдать Владимир Владимиру Андреевичу. Так Мстиславу и его брату Ярославу удалось обеспечить своему потомству владение соответственно Владимиром и Луцком. По Волыни на запад от Киева проходил важный сухой торговый путь в Европу, и автор «Слова о полку Игореве», обращаясь к Изяславичам, пишет, что не по праву побед расхитили они себе владения.
Представители старшей линии (Изяслав—Мстислав—Роман) пользовались симпатиями киевлян и признавались Ольговичами, но не смогли сделать Киев своим родовым владением, поскольку все княжеские ветви претендовали и на Киев, и на киевские земли, считающиеся общими владениями рода Рюриковичей.
Резкое усиление Изяславичей произошло, когда в 1199 году лидер волынских Изяславичей Роман Мстиславич занял галицкий престол после пресечения первой галицкой династии, основал Галицко-Волынское княжество и династию Романовичей, окончательно утвердившуюся в Галиче к 1239 году и правившую княжеством до своего пресечения в 1340 году.
В начале XIII века в Галицко-Волынском княжестве возникла практика концентрации княжеских центров под властью великого князя (Белз, Луцк) с выделением бывшим удельным князьям владений (часто обширных) в кормление (Меджибож, Луцк), что делало этих князей "подручниками" галицкого, то есть обязанными служить ему и не имевшими владетельных прав.

## Родословная
- Изяслав Мстиславич (1154)
  - Мстислав Изяславич (1170)
    - Роман Мстиславич (1205†)
      - Даниил Романович (1264)
        - Ираклий
        - Лев Данилович (1301)
          - Юрий Львович (1313)
            - Лев Юрьевич (1323)
              - Владимир Львович (1340)?

            - Андрей Юрьевич (князь галицкий) (1323)

        - Роман Данилович (1258/1288)
        - Шварн (1269)
        - Мстислав Данилович (уп.1292)

      - Василько Романович (1269)
        - Владимир Василькович (1288)

    - Всеволод Мстиславич (князь волынский) (1195)
    - Владимир
    - Святослав

  - Ярослав Изяславич (1173/1180)
    - Ингварь Ярославич (1212/1220)
      - Изяслав Ингваревич (1223†)
      - Святослав Ингваревич (1223†)
      - Ярослав Ингваревич
      - Владимир Ингваревич

    - Всеволод
    - Изяслав
    - Мстислав Немой (1227)
      - Иван (1227)

  - Ярополк Изяславич (князь шумский) (1168)
    - Василько Ярополкович?